# Dasystenella acanthina
Dasystenella acanthina är en korallart som först beskrevs av Wright och Studer 1889.  Dasystenella acanthina ingår i släktet Dasystenella och familjen Primnoidae. Inga underarter finns listade i Catalogue of Life.